# Vadvetjåkka nationalpark
Vadvetjåkka nationalpark, nordsamiska Vádvečohkka, är en nationalpark belägen nordväst om Torneträsk vid riksgränsen mot Norge i Talma sameby och i Kiruna kommun i Lappland. Nationalparkens areal är 2 630 hektar, fördelat på fjällbjörkskog, glaciär, myr, vatten och kalfjäll.
Vadvetjåkka är Sveriges nordligaste nationalpark och inrättades som nationalpark 1920. Syftet var att bevara ett högnordiskt fjällandskap i dess naturliga tillstånd.

## Geografi
Vadvetjåkka nationalpark är uppkallad efter fjällryggen som dominerar topografin i området.
På ömse sidor om denna fjällrygg finns dalgångar med nord-sydlig sträckning. Nationalparken omfattar fjällryggen, dalarna och det delta som ligger nedanför fjällets sydbrant.
Vadvetjåkka är svårtillgänglig. Nationalparken kan nås via en stig från E10:an. Stigen är ungefär 12 km lång och utgår från Kopparåsen. I själva parken finns inga stigar eller stugor. 
Vadvetjåkkas berggrund utgörs främst av lättvittrad kalksten som visar sig som stora stråk längs fjällryggens sidor. I kalkstensstråken finns några av Sveriges största karstgrottor, bland annat den djupaste på 155 meter.

### Klimat
Det geografiska läget nära Atlanten påverkar nationalparkens klimat. Himlen är oftast mulen och nederbördsmängderna är mycket stora. Många snölegor smälter inte heller bort under sommaren, vilket har gjort Vadvetjåkka till landets lägsta fjäll med glaciärer på sluttningarna. I vanliga fall hittas glaciärer i de svenska fjällen på höjder över 1 600 meter över havet, men till följd av det havsnära klimatet har de kunnat växa till på Vadvetjåkka som endast är 1 248 meter högt.

## Bildgalleri

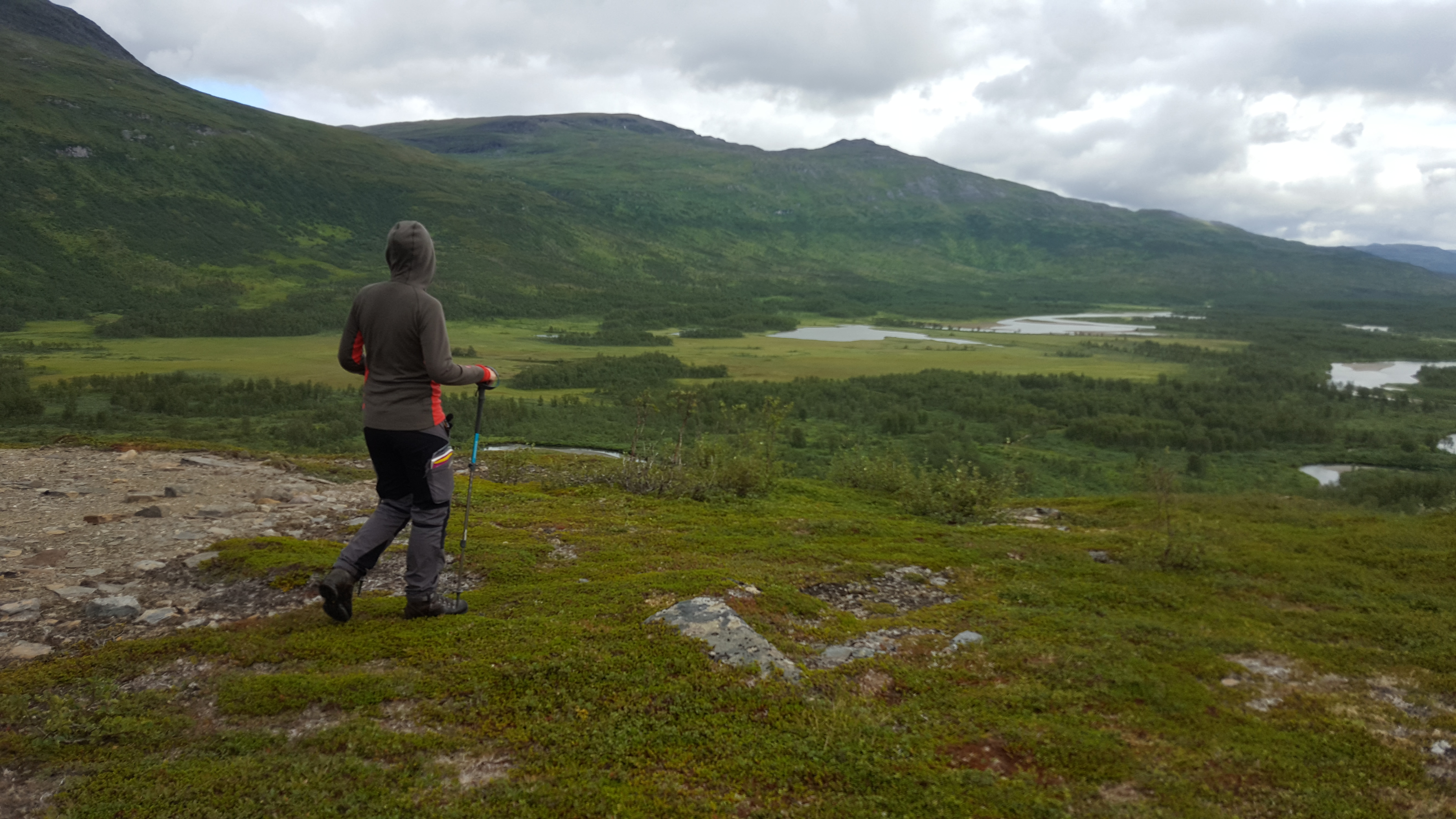
Utsikt österut från Vadvevaras över dalen i Vadvetjåkka nationalparks södra ände.
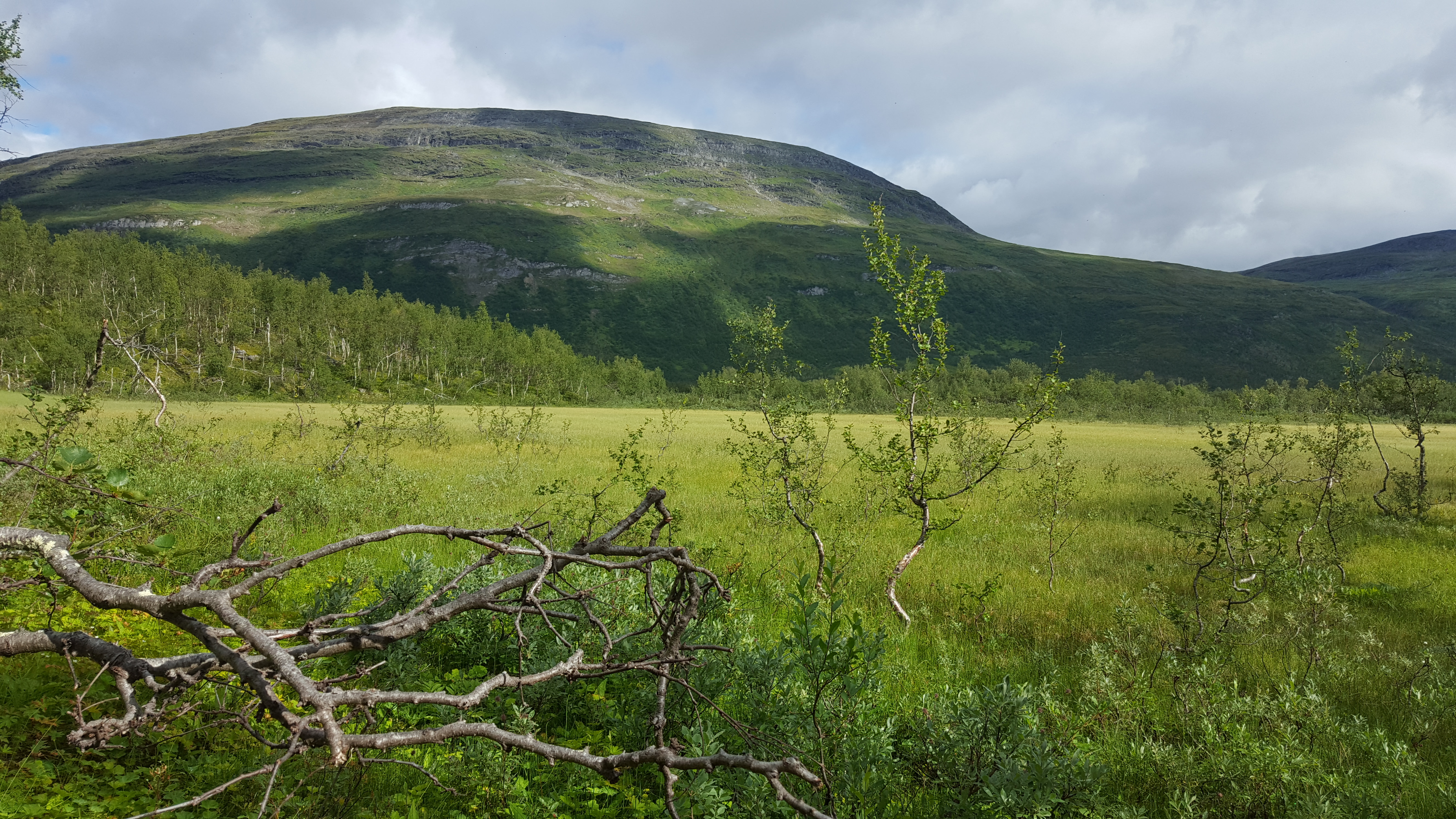
En bild av Vadvetjåkkas träskmarker i nationalparkens södra ände. I bakgrunden syns sydbranten på fjällryggen som leder norrut till gränsen mot Norge.
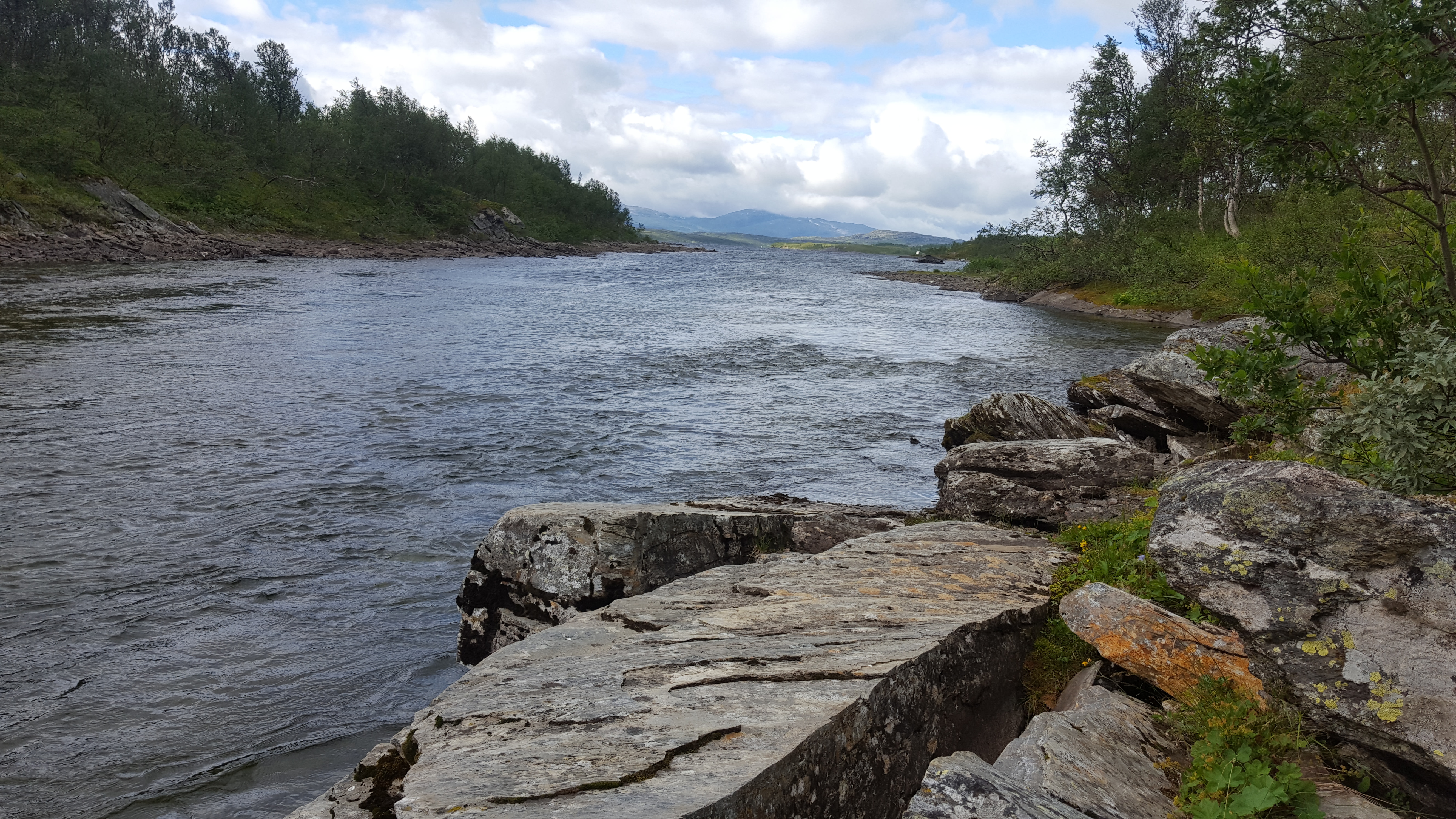
Vid slutet av leden till Vadvetjåkka nationalpark går ån Njuoraluspi, som sammankopplar Vadvetjåkkas deltalandskap (Cunuluoppal) och sjön Vuolip Njuorajávri. Bilden är tagen vid bron över Njuoraluspi.